# La Herradura, Paso del Macho
La Herradura är en ort i Mexiko.   Den ligger i kommunen Paso del Macho och delstaten Veracruz, i den sydöstra delen av landet, 260 km öster om huvudstaden Mexico City. La Herradura ligger 515 meter över havet och antalet invånare är 115.
Terrängen runt La Herradura är platt åt nordost, men åt sydväst är den kuperad. Runt La Herradura är det ganska tätbefolkat, med 149 invånare per kvadratkilometer. Närmaste större samhälle är Paso del Macho, 3,1 km söder om La Herradura. Omgivningarna runt La Herradura är en mosaik av jordbruksmark och naturlig växtlighet.